# Astroworld (Album)
Astroworld ist das dritte Studioalbum des US-amerikanischen Rappers Travis Scott. Es erschien am 3. August 2018 über die Labels Cactus Jack, Grand Hustle und Epic Records.

## Produktion
An der Produktion des Albums waren viele verschiedene Musikproduzenten beteiligt, darunter Travis Scott selbst, Hit-Boy, OZ, Tay Keith, Cubeatz, John Mayer und Thundercat.

## Covergestaltung
Das Albumcover zeigt Travis Scotts Kopf in Gold, dessen Mund den Eingang zu einem Freizeitpark darstellt. Im Vordergrund befinden sich Kinder mit Popcorn, während im Hintergrund wolkiger Himmel zu sehen ist. Auf Schriftzüge wurde verzichtet.

## Gastbeiträge
Auf elf der 17 Lieder des Albums treten neben Travis Scott weitere Künstler in Erscheinung. So ist der Rapper Drake auf Sicko Mode zu hören, während der Sänger Frank Ocean einen Gastauftritt im Song Carousel hat. Stop Trying to Be God ist eine Kollaboration mit den Sängern James Blake und Philip Bailey. Der Rapper Swae Lee ist auf R.I.P. Screw vertreten, und bei No Bystanders wird Travis Scott von Sheck Wes und Juice WRLD unterstützt. Zudem sind The Weeknd und die Rockband Tame Impala auf Skeletons zu hören, während Travis Scott auf Wake Up ebenfalls mit The Weeknd zusammenarbeitet. Weitere Gastbeiträge stammen von den Migos-Mitgliedern Quavo und Takeoff, die auf Who? What! zu hören sind, sowie von Don Toliver, der auf Can’t Say in Erscheinung tritt. Außerdem ist der Rapper 21 Savage am Song NC-17 beteiligt, während Gunna und NAV auf Yosemite Gastbeiträge haben.

## Titelliste
| #  | Titel                 | Gastmusiker                | Produzenten                                            | Länge |
| -- | --------------------- | -------------------------- | ------------------------------------------------------ | ----- |
| 1  | Stargazing            |                            | Sonny Digital, B Wheezy, Bkorn, 30 Roc                 | 4:31  |
| 2  | Carousel              | Frank Ocean                | Hit-Boy, Rogét Chahayed (Co)                           | 3:00  |
| 3  | Sicko Mode            | Drake                      | Hit-Boy, OZ, Tay Keith, Cubeatz, Rogét Chahayed        | 5:13  |
| 4  | R.I.P. Screw          | Swae Lee                   | FKi 1st, Travis Scott                                  | 3:06  |
| 5  | Stop Trying to Be God | James Blake, Philip Bailey | Travis Scott, J Beatzz, Mike Dean                      | 5:38  |
| 6  | No Bystanders         | Sheck Wes, Juice WRLD      | WondaGurl, Mike Dean, TM88                             | 3:38  |
| 7  | Skeletons             | Tame Impala, The Weeknd    | Tame Impala                                            | 2:26  |
| 8  | Wake Up               | The Weeknd                 | Frank Dukes, Sevn Thomas, Wallis Lane, John Mayer (Co) | 3:52  |
| 9  | 5% Tint               |                            | FKi 1st                                                | 3:16  |
| 10 | NC-17                 | 21 Savage                  | Boi-1da, Cubeatz                                       | 2:37  |
| 11 | Astrothunder          |                            | Travis Scott, Frank Dukes, Thundercat, John Mayer      | 2:23  |
| 12 | Yosemite              | Gunna, NAV                 | June James, Turbo (Co), Ramy (Co)                      | 2:30  |
| 13 | Can’t Say             | Don Toliver                | WondaGurl, Frank Dukes, London Cyr (Co)                | 3:18  |
| 14 | Who? What!            | Quavo, Takeoff             | Cardo, 30 Roc                                          | 2:57  |
| 15 | Butterfly Effect      |                            | Murda Beatz, Felix Leone (Co)                          | 3:11  |
| 16 | Houstonfornication    |                            | Sevn Thomas, Wallis Lane                               | 3:38  |
| 17 | Coffee Bean           |                            | Nineteen85, Tim Suby (Co)                              | 3:29  |

## Singleauskopplungen
Als erste Single erschien bereits am 15. Mai 2017 der Song Butterfly Effect, der Platz 50 in den Vereinigten Staaten erreichte. Die zweite Auskopplung Sicko Mode wurde am 21. August 2018 veröffentlicht und zu einem Nummer-eins-Hit in den Vereinigten Staaten. Am 20. November 2018 erschien die dritte Single Yosemite, bevor am 26. März 2019 Wake Up ausgekoppelt wurde. Zudem stiegen nach Albumveröffentlichung alle Songs in die US-amerikanischen Charts ein.

## Rezeption

### Kriktiken
Astroworld wurde von professionellen Kritikern durchgehend positiv bewertet. Die Seite Metacritic errechnete aus 19 Bewertungen englischsprachiger Medien einen Schnitt von 85 %.
Kay Schier von laut.de bewertete Astroworld mit fünf von fünf Punkten. Travis Scott habe mit dem Album „eine eigene musikalische Welt, mit gesundem Größenwahn geschaffen.“ Es sei „weitläufig, aber nicht ausufernd, abwechslungsreich, ohne mit Ideen überfrachtet zu sein, abgeschlossen von der Außenwelt und ihren Hässlichkeiten, ohne dass man sie vermisst.“ Der Rapper liefere „sein rundestes, bestes Release bislang“ ab und lege eine „Messlatte in Sachen Sound und Songwriting dafür, wie ein Trapbeat klingen kann.“

### Preise
Bei den Grammy Awards 2019 wurde Astroworld in der Kategorie Best Rap Album nominiert, unterlag jedoch Invasion of Privacy von Cardi B.

## Kommerzieller Erfolg

### Chartplatzierungen
Astroworld stieg am 10. August 2018 auf Platz vier in die deutschen Albumcharts ein und konnte sich eine Woche in den Top 10 sowie 105 Wochen in den Top 100 platzieren. Darüber hinaus belegte das Album in der Chartwoche vom 10. August 2018 die Chartspitze der deutschen Hip-Hop-Charts. Ebenfalls Rang eins erreichte das Album unter anderem in Australien, Dänemark, Italien, Neuseeland, Norwegen, Schweden und den Vereinigten Staaten.
| ChartsChartplatzierungen       | Höchstplatzierung | Wochen |
| ------------------------------ | ----------------- | ------ |
| Deutschland (GfK)              | 4 (… Wo.)         | …      |
| Österreich (Ö3)                | 4 (126 Wo.)       | 126    |
| Schweiz (IFPI)                 | 2 (188 Wo.)       | 188    |
| Vereinigte Staaten (Billboard) | 1 (… Wo.)         | …      |
| Vereinigtes Königreich (OCC)   | 3 (87 Wo.)        | 87     |

| ChartsJahrescharts (2018)      | Platzierung |
| ------------------------------ | ----------- |
| Vereinigte Staaten (Billboard) | 7           |
| Vereinigtes Königreich (OCC)   | 68          |

| ChartsJahrescharts (2019)      | Platzierung |
| ------------------------------ | ----------- |
| Schweiz (IFPI)                 | 60          |
| Vereinigte Staaten (Billboard) | 8           |
| Vereinigtes Königreich (OCC)   | 69          |

| ChartsJahrescharts (2020)      | Platzierung |
| ------------------------------ | ----------- |
| Österreich (Ö3)                | 64          |
| Schweiz (IFPI)                 | 46          |
| Vereinigte Staaten (Billboard) | 32          |
| Vereinigtes Königreich (OCC)   | 86          |

| ChartsJahrescharts (2021)      | Platzierung |
| ------------------------------ | ----------- |
| Österreich (Ö3)                | 46          |
| Schweiz (IFPI)                 | 48          |
| Vereinigte Staaten (Billboard) | 45          |

| ChartsJahrescharts (2022)      | Platzierung |
| ------------------------------ | ----------- |
| Schweiz (IFPI)                 | 95          |
| Vereinigte Staaten (Billboard) | 73          |

| ChartsJahrescharts (2023)      | Platzierung |
| ------------------------------ | ----------- |
| Deutschland (GfK)              | 84          |
| Österreich (Ö3)                | 30          |
| Schweiz (IFPI)                 | 32          |
| Vereinigte Staaten (Billboard) | 70          |

| ChartsJahrescharts (2024)      | Platzierung |
| ------------------------------ | ----------- |
| Deutschland (GfK)              | 35          |
| Österreich (Ö3)                | 13          |
| Schweiz (IFPI)                 | 17          |
| Vereinigte Staaten (Billboard) | 74          |

### Auszeichnungen für Musikverkäufe
Astroworld wurde im Jahr 2022 in Deutschland für mehr als 100.000 verkaufte Einheiten mit einer Goldenen Schallplatte ausgezeichnet. In den Vereinigten Staaten erhielt es 2024 für über sechs Millionen Verkäufe sechsfach-Platin.
| Land/Region                  | Auszeichnungen für Musikverkäufe (Land/Region, Auszeichnung, Verkäufe) | Verkäufe  |
| ---------------------------- | ---------------------------------------------------------------------- | --------- |
| Australien (ARIA)            | 2× Platin                                                              | 140.000   |
| Brasilien (PMB)              | Diamant                                                                | 160.000   |
| Dänemark (IFPI)              | 4× Platin                                                              | 80.000    |
| Deutschland (BVMI)           | Gold                                                                   | 100.000   |
| Frankreich (SNEP)            | 2× Platin                                                              | 200.000   |
| Italien (FIMI)               | 3× Platin                                                              | 150.000   |
| Kanada (MC)                  | 5× Platin                                                              | 400.000   |
| Mexiko (AMPROFON)            | Gold                                                                   | 30.000    |
| Neuseeland (RMNZ)            | 5× Platin                                                              | 75.000    |
| Österreich (IFPI)            | Platin                                                                 | 15.000    |
| Polen (ZPAV)                 | 4× Platin                                                              | 80.000    |
| Portugal (AFP)               | Gold                                                                   | 3.500     |
| Schweden (IFPI)              | Platin                                                                 | 30.000    |
| Schweiz (IFPI)               | Platin                                                                 | 20.000    |
| Singapur (RIAS)              | Gold                                                                   | 5.000     |
| Südafrika (RISA)             | Gold                                                                   | 15.000    |
| Ungarn (MAHASZ)              | 2× Platin                                                              | 8.000     |
| Vereinigte Staaten (RIAA)    | 6× Platin                                                              | 6.000.000 |
| Vereinigtes Königreich (BPI) | Platin                                                                 | 300.000   |
| Insgesamt                    | 5× Gold · 37× Platin · 1× Diamant ·                                    | 7.911.500 |

Hauptartikel: Travis Scott (Rapper)/Auszeichnungen für Musikverkäufe